# UCI Men Juniors Nations’ Cup
Der UCI Men Juniors Nations’ Cup (Junioren-Nationencup) ist eine seit 2008 vom Weltradsportverband UCI veranstaltete Serie von Eintages- und Etappenrennen im Straßenradsport für Männer U23. Bei den Rennen werden jeweils Punkte an nationale Verbände vergeben, die in eine Gesamtwertung einfließen. Die Serie löste den UCI-Junioren-Weltcup ab.

## Punktevergabe
Die Gesamtwertung des Rad-Nationencups der Junioren basiert auf unterschiedlichen Punktevergaben bei jedem einzelnen Rennen nach dem Zieleinlauf, die je nach Art des Rennens variieren; diese Punkte werden der Nation des Fahrers gutgeschrieben, der sie erhält, allerdings gilt dies nur für die drei jeweils bestplatzierten Fahrer einer Nation:
|          | Punkte         | Punkte        | Punkte           |
| Position | Eintagesrennen | Etappenrennen | einzelne Etappen |
| -------- | -------------- | ------------- | ---------------- |
| 1        | 20             | 30            | 6                |
| 2        | 17             | 25            | 5                |
| 3        | 15             | 20            | 4                |
| 4        | 13             | 17            | 3                |
| 5        | 11             | 16            | 2                |
| 6        | 10             | 15            | 1                |
| 7        | 9              | 14            | –                |
| 8        | 8              | 13            | –                |
| 9        | 7              | 12            | –                |
| 10       | 6              | 11            | –                |
| 11       | 5              | 10            | –                |
| 12       | 4              | 9             | –                |
| 13       | 3              | 8             | –                |
| 14       | 2              | 7             | –                |
| 15       | 1              | 6             | –                |
| …        | –              | …             | –                |
| 20       | –              | 1             | –                |

## Sieger
- 2008  Belgien
- 2009  Belgien
- 2010  Vereinigte Staaten
- 2011  Frankreich
- 2012  Dänemark
- 2013  Frankreich
- 2014  Belgien
- 2015  Vereinigte Staaten
- 2016  Dänemark
- 2017  Norwegen
- 2018  Belgien
- 2019  Deutschland
- 2020  Dänemark
- 2021  Norwegen